# فوشياندورا
فوشياندورا هي كومونا تقع في مقاطعة لكة، تسكانة، إيطاليا. يبلغ عدد سكانها حوالي 590 نسمة.